# Lichtfest Leipzig

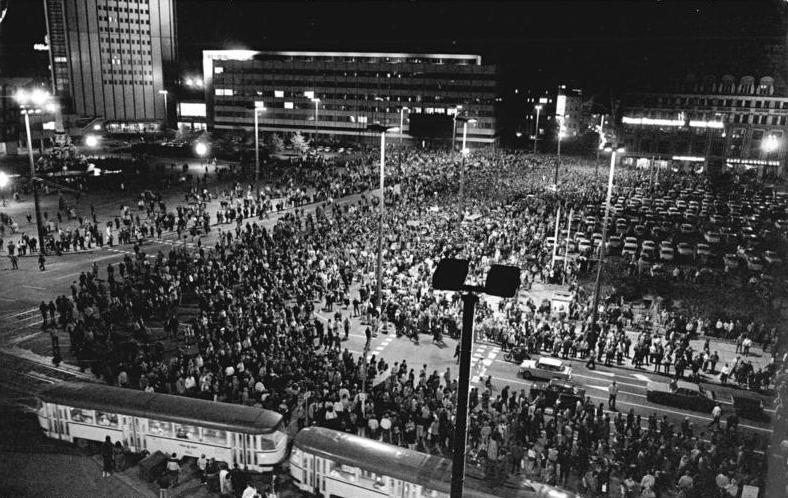
Montagsdemonstration in Leipzig im Oktober 1989 auf dem Augustusplatz, der damals den Namen Karl-Marx-Platz trug

Das Lichtfest Leipzig ist eine seit 2009 existierende Veranstaltung in Leipzig, die an die Montagsdemonstration vom 9. Oktober 1989 erinnert. Veranstaltungsort ist der Augustusplatz bzw. der Innenstadtring (2009, 2014, 2019).
Das Fest wird seitdem jährlich von der Leipzig Tourismus und Marketing (LTM) GmbH, der Stadt Leipzig und der Initiative Herbst ’89 organisiert. Die Verantwortung für die Themensetzung und das begleitende Programm trägt seit 2019 der Beirat „Kuratorium Tag der Friedlichen Revolution 1989“.
Das Kunst- und Bürgerprojekt wurde mehrfach national und international ausgezeichnet und wird alljährlich von wechselnden Künstlern gestaltet. Darüber hinaus ist das Lichtfest Leipzig geprägt von einem starken nationalen Austausch, insbesondere durch die verschiedenen Städtepartnerschaften Leipzigs.
An der Veranstaltung 2009 anlässlich 20 Jahre Friedliche Revolution nahmen 150.000 Personen teil. Am 9. Oktober 2014, zum 25-jährigen Jubiläum der Friedlichen Revolution, erinnerten rund 200.000 Menschen an die historischen Ereignisse im Herbst 1989. Zum 30. Jahrestag 2019 zogen nur noch 75.000 Menschen in Erinnerung an die Friedliche Revolution um den Leipziger Innenstadtring.

## Lichtfest 2009
Das erste Lichtfest im Jahre 2009 stand unter dem Titel „Aufbruch Leipzig – 20 Jahre Friedliche Revolution und Einheit Europas“. Der Startpunkt war der Augustusplatz. Dort wurde das Lichtfest offiziell durch Hans-Dietrich Genscher, Kurt Masur, Leipzigs Oberbürgermeister Burkhard Jung und die Bürgerrechtler Katrin Hattenhauer und Jochen Läßig eröffnet. Aus mehr als 20.000 Kerzen formten die Besucher den symbolischen Schriftzug „Leipzig 89“.
20 Jahre nach der Friedlichen Revolution zogen 150.000 Leipziger und Gäste zwischen Augustusplatz und dem Museum in der „Runden Ecke“ wieder über den historischen Demonstrationsweg. Auf diesem gab es mehr als 20 künstlerische Installationen, die zur Erinnerung anregten.

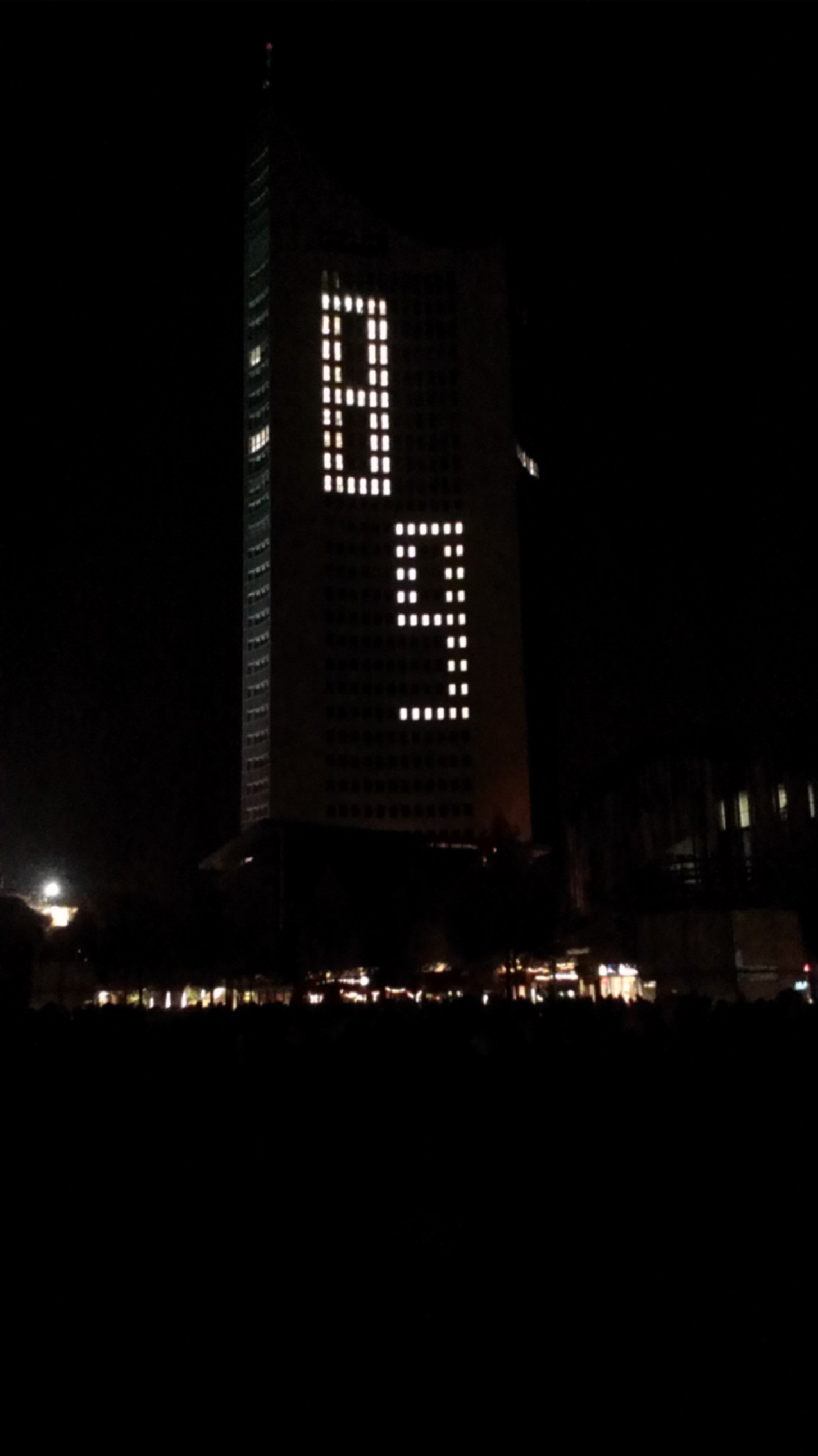
Am City-Hochhaus wird das historische Jahr angezeigt, hier beim Lichtfest 2013

## Lichtfest 2010
Die Feierlichkeiten wurden mit einem Klangteppich von Marek Brandt und Sven Ihlenfeld eingeleitet, während auf den Leinwänden schwarz-weiße Bilder vom Lichtfest 2009 zu sehen waren. Weiterhin spielte der Musiker Rolf Stahlofen mit seiner Band das Lied „Zeit was zu ändern“. Aus 10.000 Kerzen bildeten die Zuschauer eine leuchtende „89“.
Der Höhepunkt des Lichtfests 2010 bildete ein synchron übertragenes und gespieltes Orgelkonzert, das einen Bogen zwischen Leipzig und Berlin spannen sollte. Dabei improvisierten Nikolaikantor Jürgen Wolf in Leipzig und Domenico Tagliente in der Kuppel des Berliner Reichstages gemeinsam über Themen von Johann Sebastian Bach. Zu der Liveübertragung des Orgelkonzerts auf dem Augustusplatz wurde eine Lasershow inszeniert. Diese projizierte das Wort „wir“ in verschiedenen Sprachen auf die angrenzenden Häuser. 40.000 Menschen nahmen an der Veranstaltung teil.

## Lichtfest 2011
Das Lichtfest 2011 stand unter dem Motto „Brückenschlag von Leipzig nach Danzig: Lichtfest Leipzig erinnert in Deutschland und Polen an den Herbst ’89“. In der Polnischen Ostsee Philharmonie Danzig fand am 9. Oktober ein Sonderkonzert anlässlich des Jahrestages der Friedlichen Revolution statt. Das Orchester spielte unter der Leitung von Jürgen Wolf Werke polnischer und deutscher Komponisten. Parallel fand in Leipzig auf dem Augustusplatz das Lichtfest statt. Dort erlebten die Teilnehmer eine Videoperformance als Großprojektion auf die Fassade des Opernhauses Leipzig. Der künstlerische Leiter des Lichtfestes Jürgen Meier verband darin historische Bezüge aus Danzig und Leipzig mit aktuellen Blickwinkeln und bettete diese in Liveschaltungen vom Konzert aus Danzig ein. Es nahmen 25.000 Menschen teil.

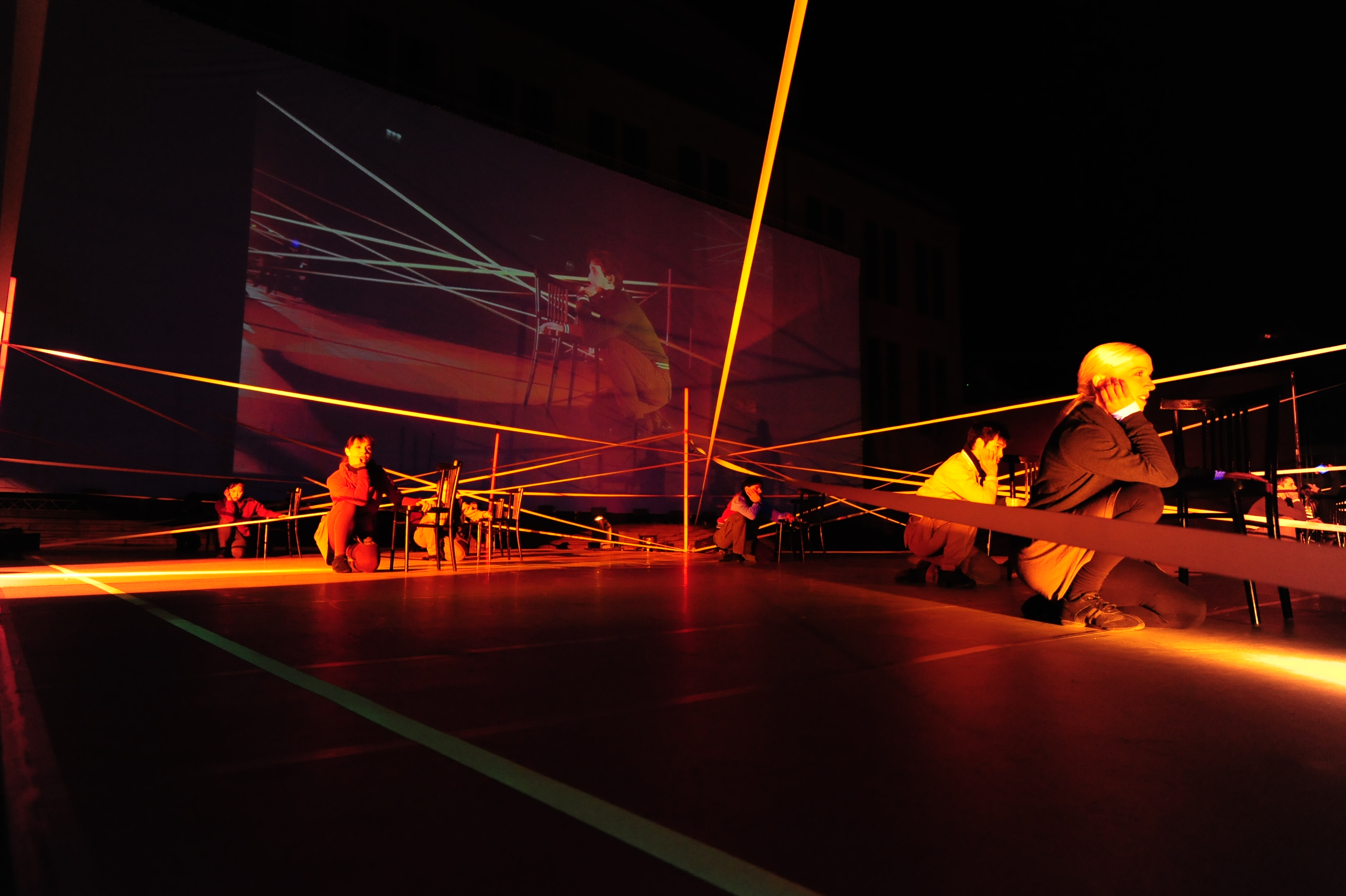
Getanzter Freiheitsgedanke: Beim Lichtfest 2012 überzeugte das Leipziger Ballett.

## Lichtfest 2012
Im Jahr 2012 erinnerte das Lichtfest Leipzig unter der Überschrift „Grenzen überwinden“ an den Herbst ’89 und den Beitrag Ungarns zur Öffnung des Eisernen Vorhangs. Anlass für den Themenschwerpunkt war das 20. Jubiläum der Unterzeichnung des deutsch-ungarischen Freundschaftsvertrages. Auf dem Augustusplatz erlebten die Teilnehmer eine künstlerische Gesamtperformance bestehend aus einer Videoprojektion an der Fassade der Oper, einer Choreografie des Leipziger Balletts sowie einer musikalischen Inszenierung. Die Grußworte zur Veranstaltung sprachen Leipzigs Oberbürgermeister Burkhard Jung und Zoltán Balog, Minister für Humanressourcen der Republik Ungarn. Die 30.000 Lichtfest-Besucher gestalteten mit Kerzen eine leuchtende „89“.

## Lichtfest 2013
24 Jahre nach dem 9. Oktober 1989 in Leipzig erinnerten rund 30.000 Teilnehmer beim Lichtfest Leipzig an den Herbst `89. Bei „Wie geht’s? Über Prag!“ erlebten sie im Rahmen des Lichtfests Leipzig eine künstlerische Auseinandersetzung mit den Ereignisse in Tschechien und der Slowakei (bis 1989 ČSSR), unter anderem mit dem Prager Frühling 1968 und der Botschaftsbesetzung durch DDR-Flüchtlinge in Prag 1989. Unter den Gästen beehrte auch Joachim Gauck, Bundespräsident der Bundesrepublik Deutschland, das Lichtfest. Die Grußworte sprachen Leipzigs Oberbürgermeister Burkhard Jung und der slowakische Schauspieler Róbert Roth.

## Lichtfest 2014
„Tag der Entscheidung“: Anlässlich des Jubiläums 25 Jahre Friedliche Revolution kamen rund 150.000 Leipziger Bürger, Gäste und politische Repräsentanten aus aller Welt auf den Augustusplatz und den Innenstadtring. Im Rahmen des Lichtfests Leipzig erlebten sie Grußbotschaften von Leipzigs Oberbürgermeister Burkhard Jung, dem sächsischen Ministerpräsidenten Stanislaw Tillich sowie u. a. von Bundespräsident Joachim Gauck und den Staatspräsidenten Polens, Tschechiens, der Slowakei und Ungarns. Nach der offiziellen Eröffnung starteten Kunstprojekte an mehr als 20 Stationen entlang des 3,6 Kilometer langen Innenstadtrings.

## Lichtfest 2015
Das Lichtfest Leipzig 2015 richtete den Blick auf zivilgesellschaftliche Aspekte. „Freiheit – Gleichheit – Brüderlichkeit?“ lautet das Motto – 25.000 Leipziger, Gäste und hochrangige Repräsentanten erinnerten auf dem Augustusplatz Leipzig an den Herbst `89.
Eine multimediale Inszenierung mit Texten, Fotos, Videos und Musik stellte historische und aktuelle Bezüge her. Am Abend wirkten z. B. der Schauspieler Florian Lukas (u. a. „Weissensee“; „Grand Budapest Hotel“), die Journalistin und TV-Moderatorin Pinar Atalay und der Chor der Oper Leipzig unter Leitung von Alessandro Zuppardo mit.

## Lichtfest 2016
Mehr als 15.000 Besucher nahmen am Lichtfest Leipzig 2016 teil und erinnerten an die friedlichen Proteste vor 27 Jahren. Unter dem Motto „Mut – Werte – Veränderung“ erlebten die Teilnehmer eine facettenreiche künstlerische Inszenierung, die historisches und aktuelles Text- und Fotomaterial, Videos, Tanz und Musik zu einer emotionalen Darbietung verband. In einem permanenten Austausch befindlich rückten Schauspieler Sylvester Groth und das Leipziger Ballett zivilgesellschaftliche Aspekte der Friedlichen Revolution in den aktuellen politischen Kontext. Eröffnet wurde das Lichtfest Leipzig von Leipzigs Oberbürgermeister Burkhard Jung, dem Präsidenten des Europäischen Parlaments, Martin Schulz, und der Beauftragten der Bundesregierung für die neuen Bundesländer, Iris Gleicke.

## Lichtfest 2017
Das Lichtfest 2017 stellte unter dem Motto „Aufbruch – Verantwortung – Offenheit“ die Themen Meinungs- und Pressefreiheit in den Vordergrund. Diese zentralen Forderungen der Friedlichen Revolution `89 prägten die Gestaltung des Abends durch den künstlerischen Leiter Jürgen Meier. Auf der Bühne befand sich Moderator Claudius Nießen im Gespräch mit Zeitzeugen, Journalisten und Filmemachern, die sich mit dem Leitthema auseinandersetzten. Historische und aktuelle Fotografien sowie Videoaufnahmen ergänzten die Gespräche und stellten Bezüge zum vergangenen aber auch aktuellen Geschehen her. Musikalisch untermalt wurde das Programm vom Stephan König Jazz-Quartett mit fünf eigens für den Anlass kreierten Kompositionen. Mehr als 15.000 Bürger nahmen an der Veranstaltung auf dem Augustusplatz teil.

## Lichtfest 2018
Das Lichtfest Leipzig 2018 unter dem Motto „ich. die. wir.“ wurde von Leipzigs Oberbürgermeister Burkhard Jung, Bundesjustizministerin a. D. Herta Däubler-Gmelin, Michael Kretschmer, dem Ministerpräsidenten des Freistaates Sachsen, der DDR-Bürgerrechtlerin Gesine Oltmanns, dem Sprecher der Initiative „Tag der Friedlichen Revolution – Leipzig 9. Oktober 1989“ Michael Kölsch sowie Volker Bremer, dem Geschäftsführer der LTM GmbH eröffnet.
Der Aspekt der Teilhabe als eine der zentralen Forderungen der Friedlichen Revolution wurde aufgegriffen und rückte insbesondere die Teilhabe von Frauen in der Gesellschaft in den Fokus. Das spiegelte sich auch im Programm des Abends wider, welches ausschließlich von Frauen gestaltet wurde. Die Kompositionen, die die 24 Musikerinnen des Freien Orchesters Leipzig unter der Leitung der Dirigentin Eva Meitner vortrugen, stammten ebenfalls fast ausschließlich von Frauen. Begleitet von Videoaufnahmen sowie 5 Schauspielerinnen, die Aussagen von Zeitzeuginnen aus der Bürgerrechtsbewegung rezitierten, entstand ein szenisches Gesamtkunstwerk aus Wort, Bild und Musik. Erneut nutzten über 15.000 Teilnehmer die Gelegenheit, mit brennenden Kerzen an die Friedliche Revolution 1989 zu erinnern.

## Lichtfest 2019
Das Konzept zum 30. Jahrestag der Friedlichen Revolution, welches von der LTM GmbH in Zusammenarbeit mit der Wiener Künstlerin Victoria Coeln und der Bürgerrechtlerin Gesine Oltmanns erarbeitet wurde, verfolgt einen lichtbasierten, partizipativen Ansatz. Über einen Zeitraum von 5 Wochen, beginnend vom 4. September 2019 in der Nikolaikirche, entstanden an den darauffolgenden Montagen (9.9., 16.9., 23.9., 30.9., 7.10.) Lichträume entlang des Innenstadtringes. Die insgesamt 6 Lichträume standen jeweils unter einem Motto, das prägnante Forderungen und Losungen von 1989 widerspiegelt.
Als Höhepunkt wurde am 9. Oktober der gesamte Innenstadtring, die historische Demonstrationsstrecke von 1989, zum Lichtring. Zusätzlich wurde auf dem Augustusplatz wieder die traditionelle „Kerzen-89“ durch die Besucher zum Leuchten gebracht, ergänzt durch den Schriftzug „LEIPZIG“. Die Vorarbeiten zum Lichtring und den Lichträumen entstanden zwischen Mai und August 2019 im Rahmen eines Lichtstudios im Museum der bildenden Künste. Die Vorarbeit im Lichtstudio ermöglichte die direkte Partizipation der Bürger, die so selbst Teil der großflächigen Projektionen zum Lichtfest werden können. 75.000 Besucher nahmen an der Veranstaltung teil.

## Auszeichnungen
2008 Internationaler Deutscher PR Preis – Sonderpreis der Jury
2010 EVA Award Bronze in der Kategorie „Cultural-Events“ für herausragende Maßnahmen in der Live-Kommunikation
2010 EUROCITIES Award – Kategorie Partizipation und Identitätsbildung der Stadt
2011 Stiftung Lebendige Stadt – Anerkennung der Stiftung im Rahmen des Stifterpreises 2011 „Unverwechselbare Stadt“
2015 Europäischen Festival der Tourismusförderung in Rueil-Malmaison – 1. Preis in der Kategorie Veranstaltungsstrategie